# Koedood (buurtschap)
Koedood is een buurtschap in het zuidwesten van de gemeente Barendrecht, in de Nederlandse provincie Zuid-Holland. Het is gelegen aan het riviertje de Koedood dat vroeger een verbinding vormde van de Oude Maas met de Nieuwe Maas. Anno 2012 bevindt het zich in het stedelijk uitloopgebied van  de nieuwbouwwijken van het stadsdeel Carnisselande. In 1846 telde de buurtschap Koedood zes woningen met 42 inwoners.

Koedood in de gemeente Barendrecht
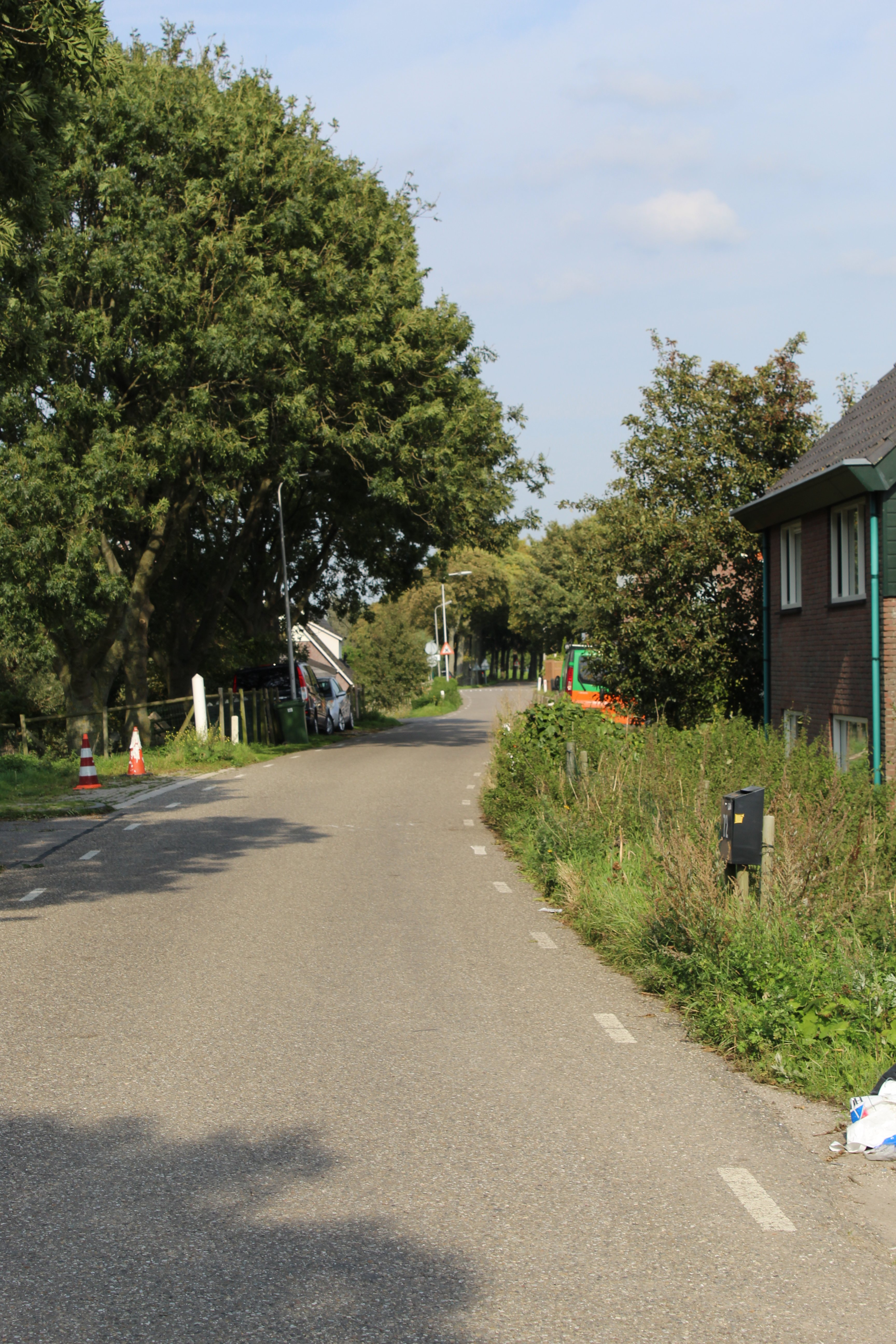
Koedood vanaf de Essendijk naar het noordoosten gezien

Kernen: Barendrecht · Smitshoek

Buurtschappen: Barendrechtse Veer · Carnisse · Koedood

Zuid-Holland · Steden en dorpen